# Василий (Пермяков)
Епи́скоп Васи́лий (в миру Вита́лий Пермяко́в; род. 1977, Рига) — архимандрит Православной Церкви в Америке, избранный епископом Сан-Францисским и Запада. Американский литургист русского происхождения.

## Биография
Родился в Риге, Латвия, в 1977 году в семье русского-украинского происхождения. Его семья изначально была нерелигиозной, но влияние его родителей, бабушки и дедушки помогло воспитать уважение к историческим и религиозным традициям. В возрасте 14 лет был крещён в православной церкви в Успенской подвальной часовне Свято-Троицкого кафедрального собора в Риге вместе со своим отцом и сестрой. Последующее чтение и учеба привели его к углублению знакомства с Православием, и к 1995—1996 годам он воцерковился, посещая латышский православный Вознесенский приход в Риге. В конце 1990-х годов на его путь повлияло знакомство с известным священником архимандритом Виктором (Мамонтовым) и его общиной в небольшом городке Карсава, Латвия.
Виталий окончил Пушкинский лицей в Риге в 1995 году и учился в Латвийской академии культуры по специальности «Русская культура», которую окончил в 1999 году. В конце 1999 года он выехал в США по студенческой визе, чтобы воссоединиться со своей семьёй, жившей в Далласе, штат Техас, и изучать богословие в Свято-Владимирской духовной семинарии. Он поступил в Свято-Владимирскую семинарию в 2001 году, получив степень магистра в 2004 году, защитив диссертацию об Оригене Александрийском, написанную под руководством протоиерея Джона Бера. Во время учебы в семинарии Виталий был капитаном команды уборщиков кухни и ризничим. В день начала обучения, 18 мая 2002 года, предстоятель ПЦА митрополит Феодосий (Лазор) посвятил его в чтецы.
В 2004 году был принят в аспирантуру по теологии (специализация — литургические исследования) в Университет Нотр-Дам (штат Индиана), где он учился под руководством известных профессоров Максвелла Джонсона, Робина Дарлинга Янга, Брайана Дейли и других. В 2008—2009 годах он был младшим научным сотрудником по византийским исследованиям в исследовательском центре и библиотеке Думбартон-Окс (Вашингтон, округ Колумбия), где продолжил работу над диссертацией о византийском обряде освящения церкви, которую защитил в 2012 году. Во время учебы в докторантуре посещал греческую православную церковь Святого Андрея в Саут-Бенде, штат Индиана, где пел и служил в алтаре.
С 2011 по 2020 год преподавал в Свято-Троицкой православной семинарии в Джорданвилле, штат Нью-Йорк (Русская православная церковь заграницей). Живя на территории Свято-Троицкого монастыря и в его духовной среде, он преподавал курсы литургического богословия, догматики, сравнительного богословия, апологетики и Нового Завета, входил в состав учебного комитета семинарии, помогал в подготовке, пересмотре и утверждении устава семинарии, а также в утверждении устава семинарии, программы магистра богословия. За это время он подготовил двуязычное (англо-славянское) издание литургии апостола Иакова; в то же время он был соредактором богослужебных книг на английском языке для ПЦА: «Малая книга нужд» (2012), «Иератикон», том 1 (2014), том 2 (2017, 2020).
В августе 2020 года занял должность доцента кафедры литургического богословия в Свято-Владимирской духовной семинарии, своей альма-матер. Он преподавал курсы по литургической программе семинарии: литургику, литургию посвящения и ряд семинаров для продвинутых аспирантов. Он также входил в редакционный совет журнала St. Vladimir’s Theological Quarterly. Является членом Международной православной богословской ассоциации и Общества восточной литургии и регулярно участвует в научных конференциях и симпозиумах, таких как Оксфордская патристическая конференция и другие.
В 2021 году, после долгих размышлений и молитв, по благословению митрополита Тихона (Молларда), подал прошение о рукоположении в сан диакона в состоянии целибата. Он был рукоположен в иподиаконы на праздник Благовещения Пресвятой Богородицы, 25 марта 2021 года, епископом Кливлендским Андреем (Хоарште), а затем рукоположен в сан диакона на праздник Воздвижения Креста Господня, 14 сентября 2021 года, митрополитом Тихоном (Моллардом). Продолжал служить экклезиархом часовни и штатным диаконом семинарии, и в мае 2023 года ему было предоставлено право носить двойной орарь. В дополнение к своим обязанностям в семинарии, диакон Виталий сопровождал митрополита Тихона в паломничестве на Аляску в августе 2023 года, а в мае-июне 2024 года он был в составе официальной делегации ПЦА, возглавляемой митрополитом Тихоном, которая посетила Украину, Румынию и Стамбул.
14 сентября 2024 года в домовом храме Трёх Святителей в Свято-Владимирской духовной семинарии митрополитом Тихоном (Моллардом), был рукоположен в сан священника и назначен настоятелем домового храма Трёх Святителей. При рукоположении он был награжден Синодальным золотым крестом в знак признания его работы на благо семинарии. Он быстро стал духовником для многих членов семинарского сообщества. 17 января 2025 года он был пострижен в малую схиму в Свято-Тихоновском монастыре в Саут-Кейнане, Пенсильвании, настоятелем монастыря архимандритом Сергием (Бойером) с наречение имени Василий в честь святого Василия Великого. 12 апреля 2025 года в домовом храме Трёх Святителей в Свято-Владимирской духовной архиепископом Чикагским и Среднего Запада Даниилом (Брумом) был возведён в сан архимандрита в соответствии с решением Священного синода ПЦА.
В процессе обучения, проводимого митрополитом Тихоном и архиепископом Вениамином, иеромонах Василий неоднократно представлялся Западной епархии, в том числе проводил ретриты, служил в приходах вместе с митрополитом Тихоном и встречался с духовенством и мирянами. В свете предстоящего ухода на архиепископа Вениамин на покой и при его поддержке митрополит Тихон благословил Епархиальный совет начать процесс, ведущий к назначению следующего епископа Сан-Францисского и Запада, и в конце 2024 года Епархиальный совет встретился с иеромонахом Василием. В апреле 2025 года епархиальный совет единогласно проголосовал за выдвижение кандидатуры архимандрита Василия на этот пост. После ухода на покой архиепископа Вениамин 16 июля 2025 года в Финиксе, штат Аризона, состоялось специальное собрание по выдвижению кандидатур, на котором был выдвинут иеромонах Василий на рассмотрение Священного Синода для управления престолом Сан-Франциско и Западной епархией. Вечером того же дня Священный Архиерейский синод, собравшийся под председательством митрополита Тихона, избрал архимандрита Василия епископом Сан-Францисским и Запада и постагновил совершить его епископскую хиротонию 16 августа 2025 года в епархиальном соборе Святой Троицы в Сан-Франциско.
15 августа 2025 года в Свято-Троицком соборе в Сан-Франциско, Калифорния, состоялось наречение во епископа. За службой последовала Великая вечерня, которую отслужил избранный епископ, и приём в кафедральном зале.
16 августа 2025 года там же состоялась его архиерейская хиротония, которую совершили: митрополит всей Америки и Канады Тихон (Моллард), архиепископ Питтсбургский Мелхиседек (Плеска), архиепископ Нью-Йоркский Михаил (Дахулич), архиепископ Чикагский Даниил (Брум), архиепископ Вениамин (Питерсон), епископ Сонорский Иаков (Корацца) (Русская православная церковь заграницей), епископ Герасим (Элиэл).

## Публикации
статьи
- The Historical Origins of the Feast of Antipascha // St. Vladimir’s Theological Quarterly 47.2 (2003): 157—182.
- Чин освящения храма в восточных традициях // Православное учение о церковных таинствах: Материалы V Международной конференции Русской Православной Церкви / ред. Михаил Желтов. Т. 3. — М.: СББК, 2009. — C. 346—367.
- Обновление Храма Воскресения Христова в Иерусалиме // Православная энциклопедия. — М., 2018. — Т. LII : Ной — Онуфрий. — С. 252—257. — 39 000 экз. — ISBN 978-5-8957-2059-2. (соавтор: свящ. М. Желтов)
- Православная церковь в Америке // Православная энциклопедия. — М., 2020. — Т. LVII : Погановская икона Божьей Матери — Православное обозрение. — С. 711—731. — 39 000 экз. — ISBN 978-5-89572-064-6. (соавтор: Н. Н. Крашенинникова)
- Рафаил (Хававини) // Православная энциклопедия. — М., 2020. — Т. LVIII : Православный Богословский институт прп. Сергия Радонежского — Псковский Снетогорский в честь Рождества Пресвятой Богородицы монастырь. — С. 364—368. — 39 000 экз. — ISBN 978-5-89572-065-3. (соавторы: Е. М. Копоть, Н. Н. К.)
- Свято-Владимирская Духовная Семинария // Православная энциклопедия. — М., 2021. — Т. LXII : Свенская Печерская икона Божией Матери — Сергий. — С. 99-108. — 39 000 экз. — ISBN 978-5-89572-069-1. (соавтор: Н. Н. Крашенинникова)
- Свято-Тихоновский мужской монастырь // Православная энциклопедия. — М., 2021. — Т. LXII : Свенская Печерская икона Божией Матери — Сергий. — С. 204—208. — 39 000 экз. — ISBN 978-5-89572-069-1. (соавторы: Sergius Bowyer, David C. Ford)

переводы, редакция и составление
- Nicholas Afanasiev, The Church of the Holy Spirit. English translation of Церковь Духа Святаго (Paris: YMCA-Press, 1971). Notre Dame, IN: University of Notre Dame Press, 2007.
- (editor, with Herman Majkrzak), A Small Book of Needs. Revised edition. South Canaan, PA: Saint Tikhon’s Monastery Press, 2012. New translation and edition of the Ritual book of liturgical services of the Orthodox Church from Greek/Slavonic to English.
- (editor, with Michael Plekon), Hyacinthe Destivelle, The Moscow Council (1917—1918): The Creation of the Conciliar Institutions of the Russian Orthodox Church, trans. by Jerry Ryan (Notre Dame, IN: University of Notre Dame Press, 2014).
- (editor, with Fr Herman Majkrzak), The Hieratikon, vol. 2: Liturgy Book for Priest and Deacon. South Canaan, PA: Saint Tikhon’s Monastery Press, 2017. New edition and revision of the Euchologion (priest service book) for the eucharistic liturgies of the Orthodox Church.
- (editor, introduction) Archbishop Averky (Taushev), Epistles and Apocalypse. Commentary on the Holy Scriptures of the New Testament, vol. 3. Jordanville, NY: Holy Trinity Seminary Press, 2017.
- «A Canon for Holy and Great Saturday» [Translation, with an introduction, of the Canon for the Compline of Holy Saturday from Sinai gr. 742] Orthodox Life (an online journal of Holy Trinity Monastery, Jordanville, NY), orthodoxlife.org, February 25, 2018.
- (editor, introduction, English translation, revision of the Church Slavonic translation) The Divine Liturgies of St James the Brother of the Lord: Slavonic-English Parallel Text. Jordanville, NY: Holy Trinity Publications, 2020. A bilingual Church Slavonic-English edition of the Divine Liturgy of St James and the Liturgy of the Presanctified Gifts of St James.
- (editor, with Herman Majkrzak), The Hieratikon: Office Book for Priest and Deacon. South Canaan, PA: Saint Tikhon’s Monastery Press, 2014. New edition and revision of the Euchologion (priest’s service book) for the daily office of the Orthodox Church. Second edition, forthcoming, 2025.